# Daihatsu Rocky

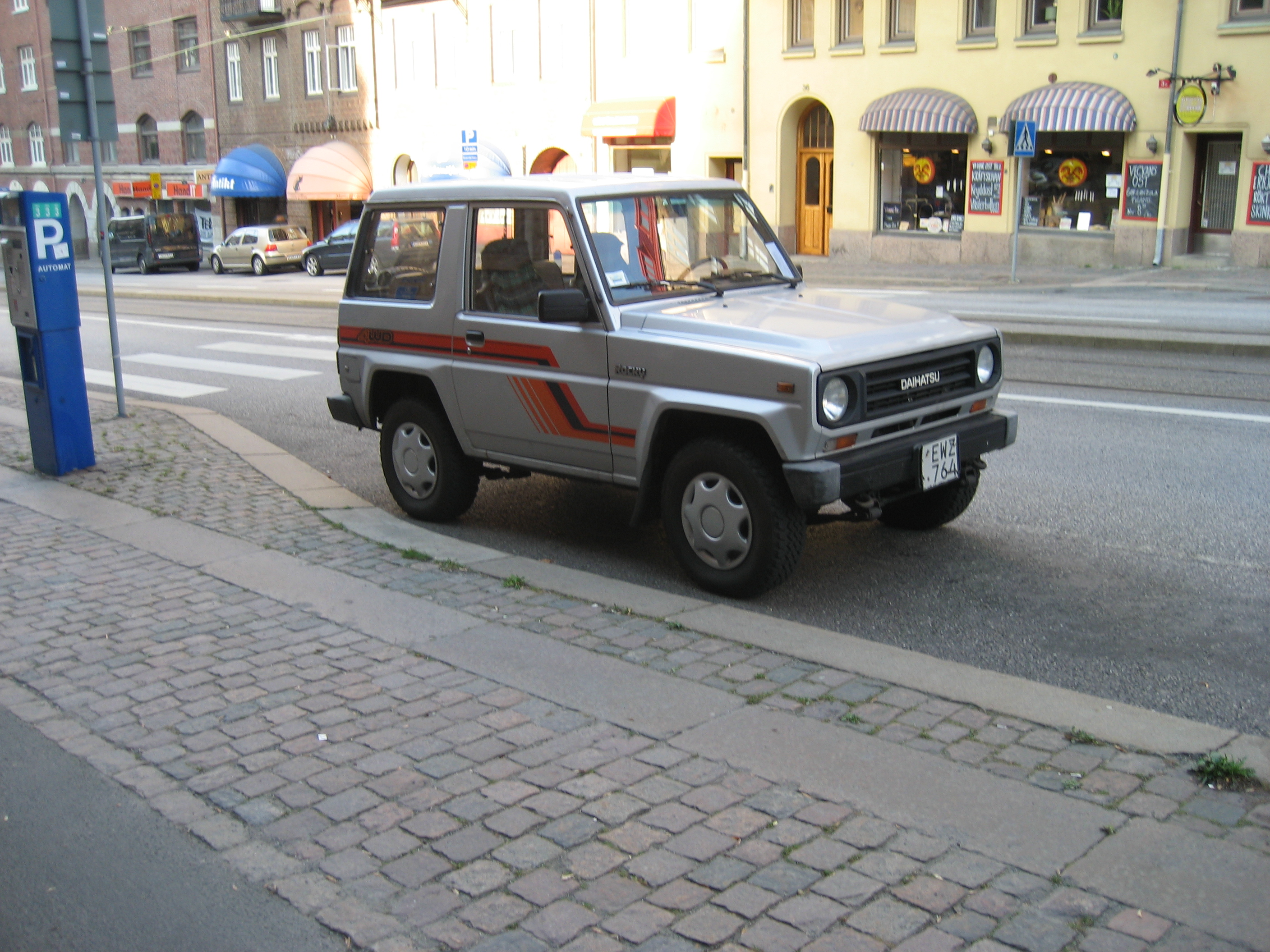
En Daihatsu Rocky från 1985 i centrala Göteborg.

Daihatsu Rocky var en mini-SUV som introducerades 1985 och ersatte då Wildcat-modellen. Konstruktionen var robust med beprövad teknik såsom en enkel fyrhjulsdrift och bladfjädring. Rocky, som även såldes som Daihatsu Feroza på vissa marknader, fanns med olika axelavstånd och både som täckt persontransportör och som pickup.
År 1993 kom en kraftigt uppdaterad version, som skulle komma att tillverkas fram till 2001. Modellen fick ingen egentlig efterföljare, då Daihatsus nya strategi var att fokusera mer på småbilar. Sedan några år hade företaget dock tillverkat den något större SUVen Terios, vilken efter 2001 blev något av en ersättare till Rocky/Feroza.